# Lomariopsis mannii
Lomariopsis mannii är en ormbunkeart som först beskrevs av Lucien Marcus Underwood, och fick sitt nu gällande namn av Arthur Hugh Garfit Alston. Lomariopsis mannii ingår i släktet Lomariopsis och familjen Lomariopsidaceae. Inga underarter finns listade.